# Coelogyne confusa
Coelogyne confusa é uma espécie de orquídea epífita, família Orchidaceae, originária da Ilha Camiguin, nas Filipinas.